# 안드리스 넬손스

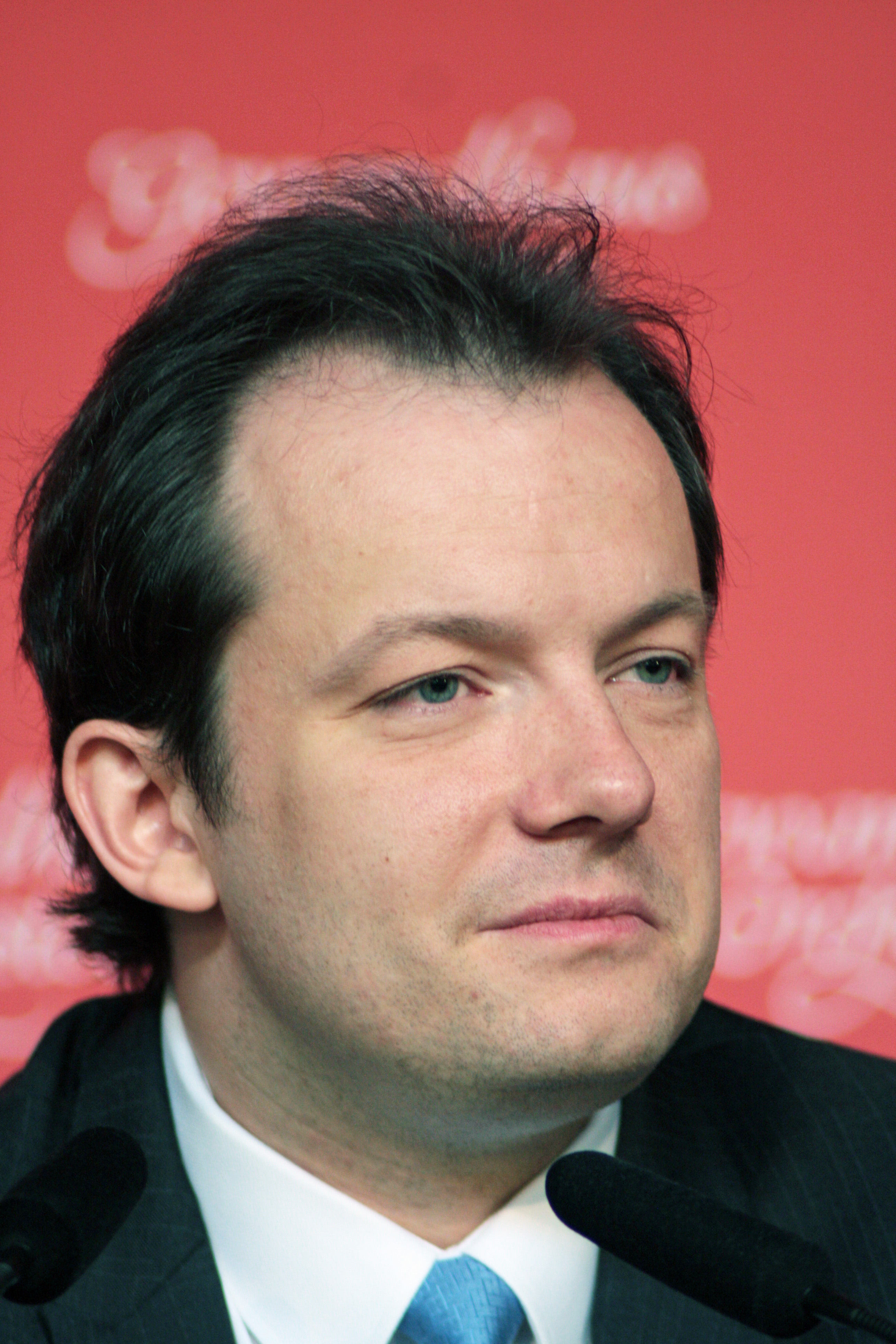

안드리스 넬손스(라트비아어: Andris Nelsons, 1978년 11월 18일 ~ )는 라트비아의 지휘자이다. 현재는 보스턴 심포니 오케스트라 음악 감독이며 라이프치히 게반트하우스 관현악단의 게반트하우스카펠마이스터이다. 2020년 빈 신년음악회를 지휘했다.

## 생애
넬손스는 리가에서 태어났다.

## 개인 생활
넬손스는 라트비아의 소프라노 크리스티네 오폴라이스와 결혼했다.